# Tuławki (gromada)
Tuławki – dawna gromada, czyli najmniejsza jednostka podziału terytorialnego Polskiej Rzeczypospolitej Ludowej w latach 1954–1972.
Gromady, z gromadzkimi radami narodowymi (GRN) jako organami władzy najniższego stopnia na wsi, funkcjonowały od reformy reorganizującej administrację wiejską przeprowadzonej jesienią 1954 do momentu ich zniesienia z dniem 1 stycznia 1973, tym samym wypierając organizację gminną w latach 1954–1972.
Gromadę Tuławki z siedzibą GRN w Tuławkach utworzono – jako jedną z 8759 gromad na obszarze Polski – w powiecie olsztyńskim w woj. olsztyńskim na mocy uchwały nr 21 WRN w Olsztynie z dnia 4 października 1954. W skład jednostki weszły obszary dotychczasowych gromad Gradki i Tuławki ze zniesionej gminy Dywity oraz obszar dotychczasowej gromady Szynowo ze zniesionej gminy Lamkowo w powiecie olsztyńskim, a także obszar dotychczasowej gromady Frączki ze zniesionej gminy Radostowo w powiecie reszelskim w tymże województwie. Dla gromady ustalono 12 członków gromadzkiej rady narodowej.
1 stycznia 1960 do gromady Tuławki włączono wsie Barczewko i Gady oraz osadę Orzechówko ze zniesionej gromady Barczewko w tymże powiecie.
31 grudnia 1961 do gromady Tuławki włączono wsie Plutki, Nowe Włóki i Dąbrówka Wielka ze zniesionej gromady Sętal w tymże powiecie.
31 grudnia 1967 z gromady Tuławki wyłączono część obszaru wsi Lamkowo (51 ha), włączając ją do gromady Lamkowo; oraz część obszaru PGL nadleśnictwo Wipsowo (13 ha), włączając ją do gromady Barczewo – w tymże powiecie.
Gromada przetrwała do końca 1972 roku, czyli do kolejnej reformy gminnej.